# لیو شیوهوا
لیو شیوهوا (انگلیسی: Liu Xiuhua؛ زادهٔ ۵ اکتبر ۱۹۷۵) وزنه‌بردار اهل چین بود.